# 阿尔科斯-德拉斯萨利纳斯
阿尔科斯-德拉斯萨利纳斯（西班牙語：Arcos de las Salinas）是西班牙阿拉贡自治区特鲁埃尔省的一个市镇。总面积113平方公里，总人口139人（2001年），人口密度1人/平方公里。